# Luis Quiroga
Luis Oscar Quiroga (Pergamino, Buenos Aires, Argentina; 15 de septiembre de 1984), es un futbolista profesional argentino.

## Clubes
| Club                   | País      | Año       |
| ---------------------- | --------- | --------- |
| Douglas Haig           | Argentina | 2004-2008 |
| La Emilia              | Argentina | 2008-2009 |
| Douglas Haig           | Argentina | 2009-2011 |
| Sarmiento de Junín     | Argentina | 2011-2014 |
| Platense               | Argentina | 2014      |
| Sarmiento de Junín     | Argentina | 2014-2016 |
| Platense               | Argentina | 2016-2017 |
| Deportivo Riestra      | Argentina | 2017-2018 |
| Defensores de Belgrano | Argentina | 2018      |

## Palmarés

### Campeonatos nacionales
| Título                  | Categoría | Club               | País      | Año  |
| ----------------------- | --------- | ------------------ | --------- | ---- |
| Torneo Argentino B      | Cuarta    | Douglas Haig       | Argentina | 2010 |
| Primera B Metropolitana | Tercera   | Sarmiento de Junín | Argentina | 2012 |